# Imigração costarriquenha no Brasil
A imigração costarriquenha no Brasil é pouco expressiva em comparação com a de outros povos latinos como bolivianos, paraguaios, argentinos ou ainda mexicanos. Como o 14° país com mais costarriquenhos e uma população de 800 pessoas, a maioria dessa população fica de forma temporária e por motivos de trabalho, investigação, estudos ou abertura comercial.